# La Belle Dame sans Merci
La Belle Dame sans Merci (1819-1820), česky něco jako Krásná dáma bez slitování, Krutá kráska nebo Nelidská krasavice, je balada anglického romantického básníka Johna Keatse. Báseň, vzniklá v roce 1819 v době, kdy básník psal své vrcholné ódy, obsahuje motivy melancholie, deziluze a zániku. Básník v ní popisuje krásnou a tajemnou ženu schopnou okouzlit muže svým půvabem. Žena dává muži iluzi lásky, ten jí zcela propadne a je jí odevzdán celou svou duší i srdcem. Jakmile se dostane do tohoto stavu, žena jej nemilosrdně odvrhne a mizí navždy pryč. Mužův život poté postrádá smysl, zůstává své lásce stále slepě oddán a žije
pouze ze vzpomínek na ni.

## Vznik a charakteristika balady
Jako titul balady použil Keats název básně o dvorské lásce La Belle Dame sans Merci francouzského středověkého básníka Alaina Chartiera pravděpodobně z roku 1424. Keatsova báseň připomíná středověk nejen svým názvem a obsahem (rytíři, víly, nadpřirozeno), ale i samotnou formou, kterou se blíží lidové středověké baladě. Skládá se z dvanácti slok a je napsána tzv. baladickým metrem, tj. v čtyřřádkových slokách rýmovaných abcb a obsahujících střídající se řádky jambového tetrametru a trimetru. V baladě je v také použita pro středověkou baladu celá řada typických stylistických prvků, jako je jednoduchost jazyka, absence detailů a opakování motivů (závěrečná sloka nás vrací zpět k první sloce).
Balada existuje ve dvou verzích. Poprvé se objevila v Keatsově dopisu bratrovi Georgovi jakožto záznam snu, druhá verze (poopravená varianta) je z roku 1820, kdy balada vyšla tiskem v listu The Indicator. Mezi jednotlivými verzemi jsou jen menší jazykové a formulační odlišnosti, děj balady zůstává beze změn. První verze je však považována za lepší.

## Obsah balady
Báseň začíná tím, že neznámý poutník potká bledého, vyhublého a sklíčeného rytíře potulujícího se v pusté a bezútěšně zimní krajině, kde ani ptáci nezpívají. Poutník se ho ptá na příčiny jeho viditelného smutku. Rytíř mu vypráví, jak na lukách potkal krásnou dámu, na které bylo něco nadpozemského (byla dítětem víly), jak propadl jejímu kouzlu a bezhlavě se do ní zamiloval. Zasypal jí dárky (věnec na hlavu, náramky z květů na zápěstí a voňavý pás kolem pasu), posadil jí na koně a během jízdy, která trvala celý den, se na ní díval a ona mu zpívala píseň víl a sladce sténala.
Zavedla rytíře do své vílí (elfí) jeskyně, dala mu také tři dárky (sladké kořínky, lesní med a rosu z manny) a zašeptala mu jakousi řečí, že jej miluje. Pak začala plakat a vzdychat a rytíř jí umlčel čtyřmi polibky. Následně rytíře ukolébala k spánku a jemu se zdál strašný sen o zástupech na smrt bledých mužů – králů, princů, válečníků, kteří na něj křičeli, že stejně tak jako teď on, byli i oni zotročeni touto krásnou, ale krutou dámou. 
Rytíř se ze snu probudil s hrůzou a sám na studeném svahu v místech, kde se na začátku básně setkal s anonymním poutníkem a vysvětluje mu, že právě tento příběh je důvodem, proč prodlévá a bloudí v této nehostinné krajině.

## Anglický text balady
Dále uvedený text je první verzí balady z roku 1819.
O what can ail thee, knight-at-arms,

Alone and palely loitering?

The sedge has withered from the lake,

And no birds sing!

O what can ail thee, knight-at-arms,

So haggard and so woe-begone?

The squirrel’s granary is full,

And the harvest’s done.

I see a lily on thy brow,

With anguish moist and fever-dew,

And on thy cheeks a fading rose

Fast withereth too.

I met a lady in the meads,

Full beautiful, a fairy's child;

Her hair was long, her foot was light,

And her eyes were wild.

I made a garland for her head,

And bracelets too, and fragrant zone;

She looked at me as she did love,

And made sweet moan.

I set her on my pacing steed,

And nothing else saw all day long,

For sidelong would she bend, and sing

A faery's song.

She found me roots of relish sweet,

And honey wild, and manna-dew,

And sure in language strange she said—

'I love thee true'.

She took me to her Elfin grot,

And there she wept and sighed full sore,

And there I shut her wild, wild eyes

With kisses four.

And there she lullèd me asleep,

And there I dreamed—Ah! woe betide!—

The latest dream I ever dreamt

On the cold hill side.

I saw pale kings and princes too,
 
Pale warriors, death-pale were they all;
 
They cried—'La Belle Dame sans Merci

Hath thee in thrall!'

I saw their starved lips in the gloam,

With horrid warning gapèd wide,

And I awoke and found me here,

On the cold hill's side.

And this is why I sojourn here,

Alone and palely loitering,

Though the sedge is withered from the lake,

And no birds sing.

## Výklad balady

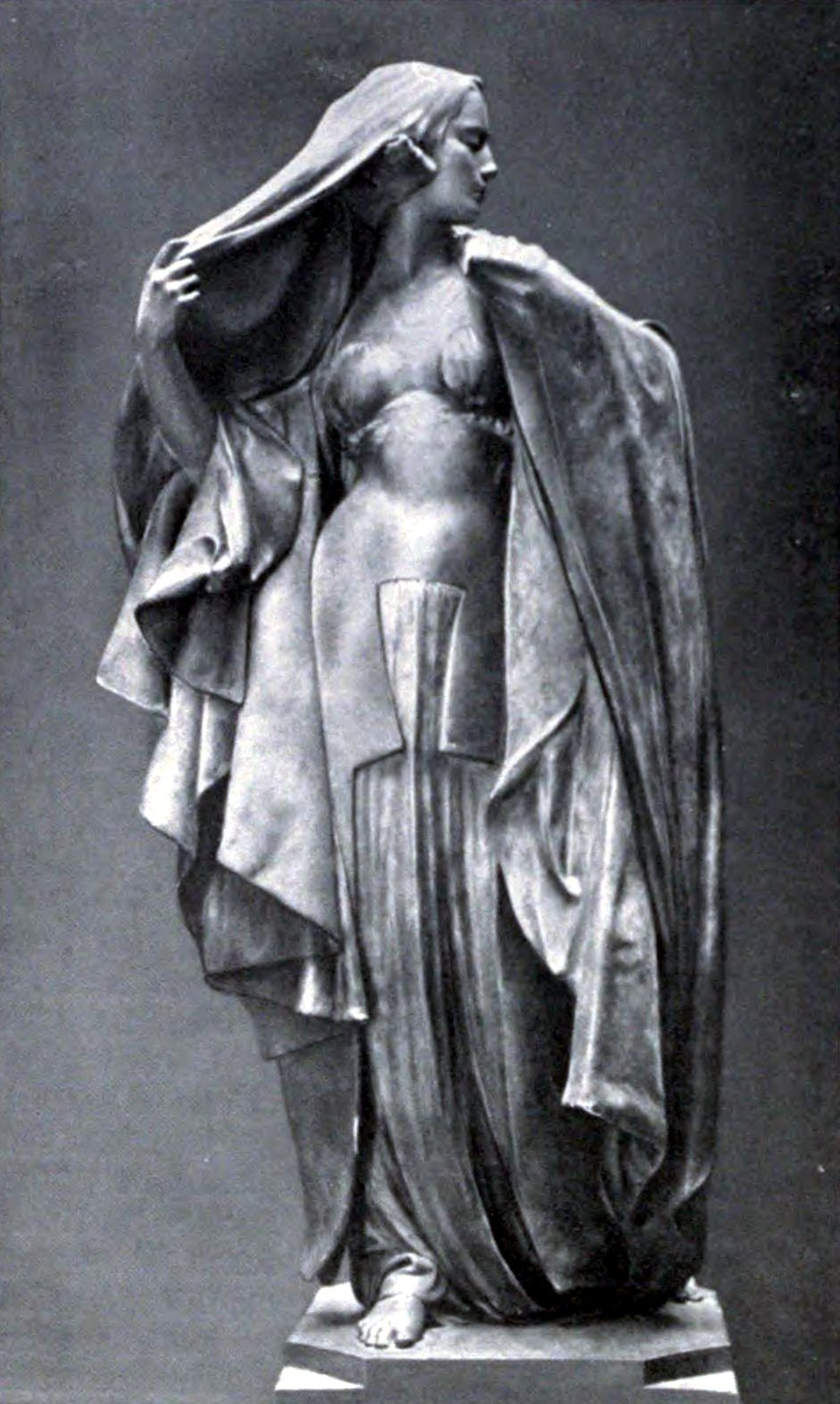
La Belle Dame sans Merci, socha anglického sochaře Georga Framptona z roku 1901

La Belle Dame sans Merci je báseň, která není zcela srozumitelná. Vystupuje v ní neznámý řečník, který nám vypráví příběh, který slyšel od méně než nestranného rytíře, který zjevně propadl kouzlu krásné dámy bez slitování. Existuje proto několik možných interpretací této básně.
- Balada bývá často chápána jako únik z každodenní nudné reality do imaginárního světa. Vyjadřovala by tak rozpor mezi objektivní a subjektivní realitou, který je pro romantismus typický.[3]
- Mnohdy bývá vykládána jako výraz Keatsova zklamání v lásce. Keats byl zamilován do Fanny Brawneové, ale vztah skončil zrušením zasnoubení. La Belle Dame by tedy mohla být pro básníka jakousi personifikací všech žen - kráskou, která za sebou nemilosrdně nechává svedené a zlomené, stejně jak to chodí v reálném světě.[3]
- Je také poukazováno na to, že tón a nálada básně jsou navrženy tak, aby pomohly čtenářům ztotožnit se s pocity Johna Keatse, když se blížil konec jeho života. I když existují mnohé rozdíly mezi jeho životem a příběhem rytíře, existuji také podobnosti, které by naznačovaly, že rytíře Keats používá jako řečníka, aby světu oznámil to, co cítí, když se blížil k předčasné smrti.[9]
- Někdy je La Belle Dame považována za zosobnění tzv. femme fatale, tj. přitažlivé a svůdné ženy, schopné svým šarmem až nadpřirozeně okouzlit muže a podmanit si je. Proti tomuto názoru se staví to, že La Belle Dame je nadpřirozená bytost, zatímco femme fatale je skutečná žena. Lze tedy La Belle Dame spíše chápat jako jeden inspiračních zdrojů femme fatale.[10]
- Někteří feminističtí komentátoři navrhují vysvětlení, že rytíř byl potrestán za to, že La Belle Dame zneužil, a odůvodňují to slokou, ve které dívka pláče a bolestně vzlyká. Tento názor je ale velmi nepravděpodobný, protože dívka rytíři řekla, že ho miluje a následně jej ukolébala k spánku. Její pláč je možno lépe vysvětlit tím, že dívka ví, že s rytířem nemůže zůstat, protože on je smrtelný a ona z nadpřirozeného světa. S tím je ale spojena určitá nejistota, zda rytíř víle opravdu dobře rozuměl, protože ona mu své vyznání řekla v nějakém zvláštním jazyce.[5][11]

## Adaptace

### Výtvarné umění
Balada La Belle Dame sans Merci byla oblíbeným námětem prerafaelitů, anglické skupiny malířů především druhé poloviny 19. století. Byl to zejména Dante Gabriel Rossetti, Arthur Hugues, Frank Dicksee a Henry Meynell Rheam.

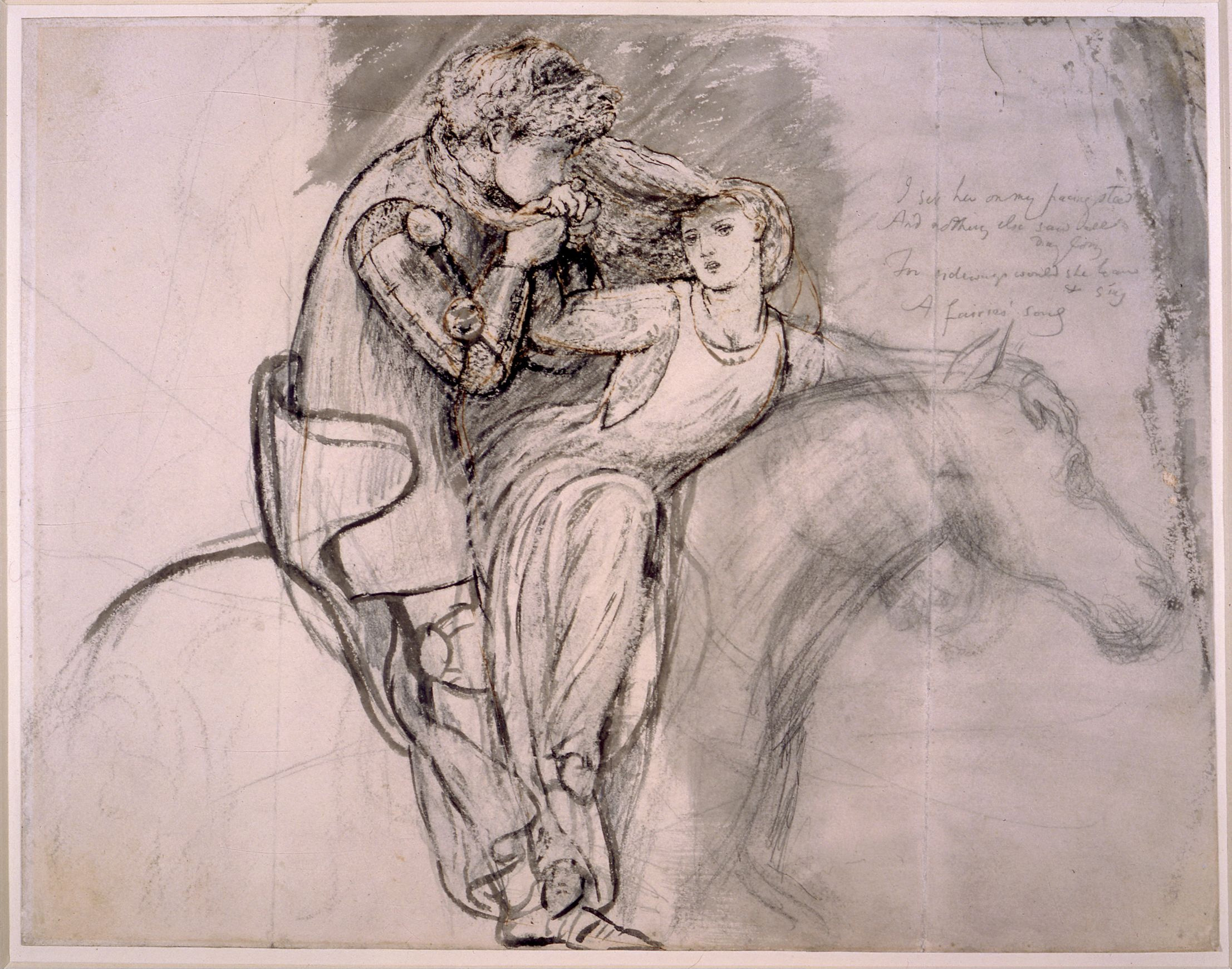
Dante Gabriel Rossetti (1855)
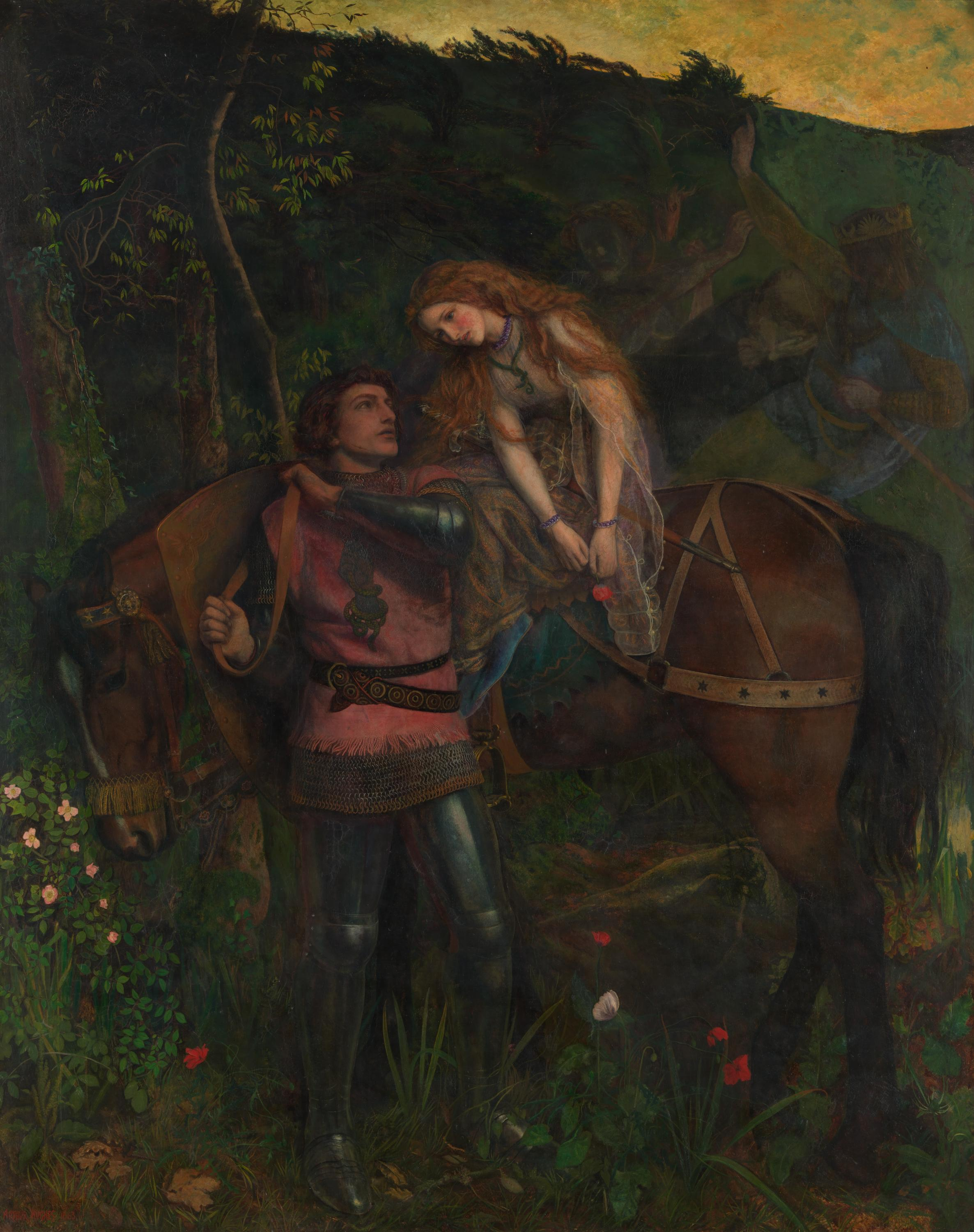
Arthur Hugues (1863)
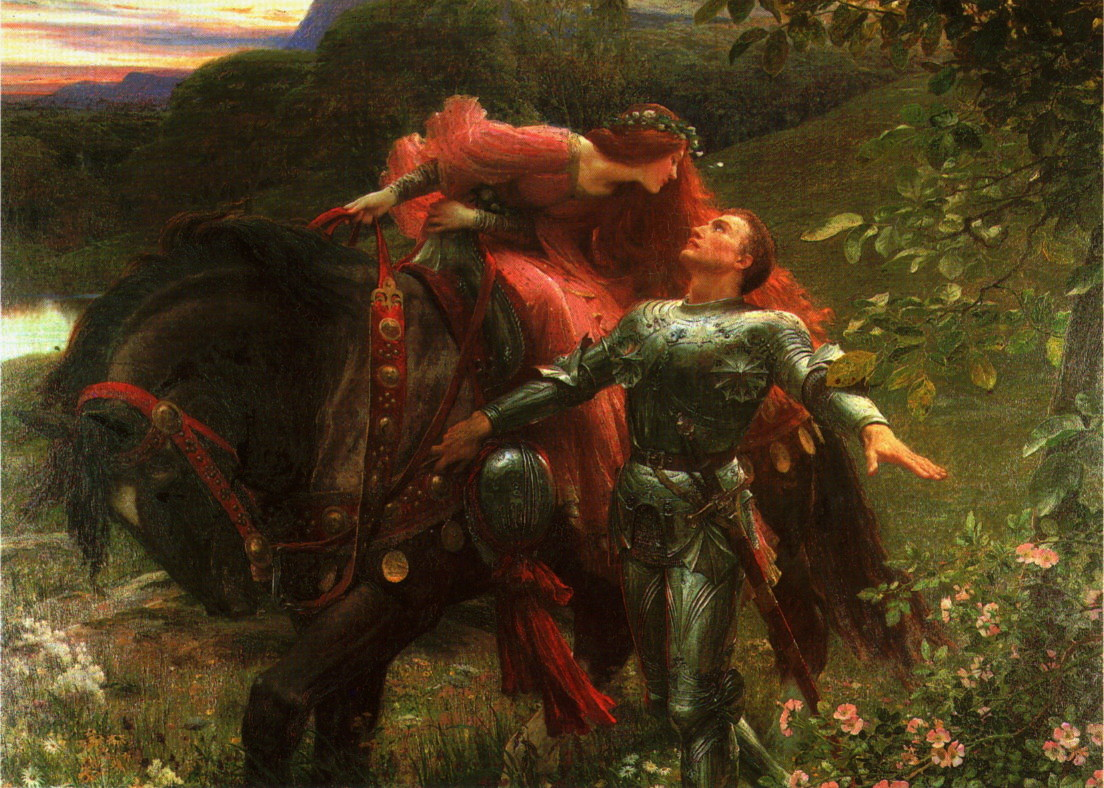
Frank Dicksee (1901)
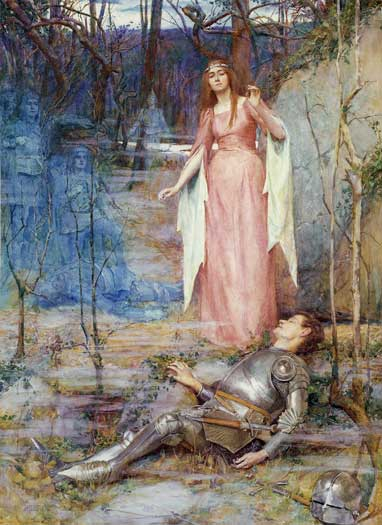
Henry Meynell Rheam (1901)

Z dalších britských umělců se básní nechali inspirovat například malíři Walter Crane, Robert Anning Bell, William James Neatby, John William Waterhouse, a William Russell Flint nebo sochař George Frampton.

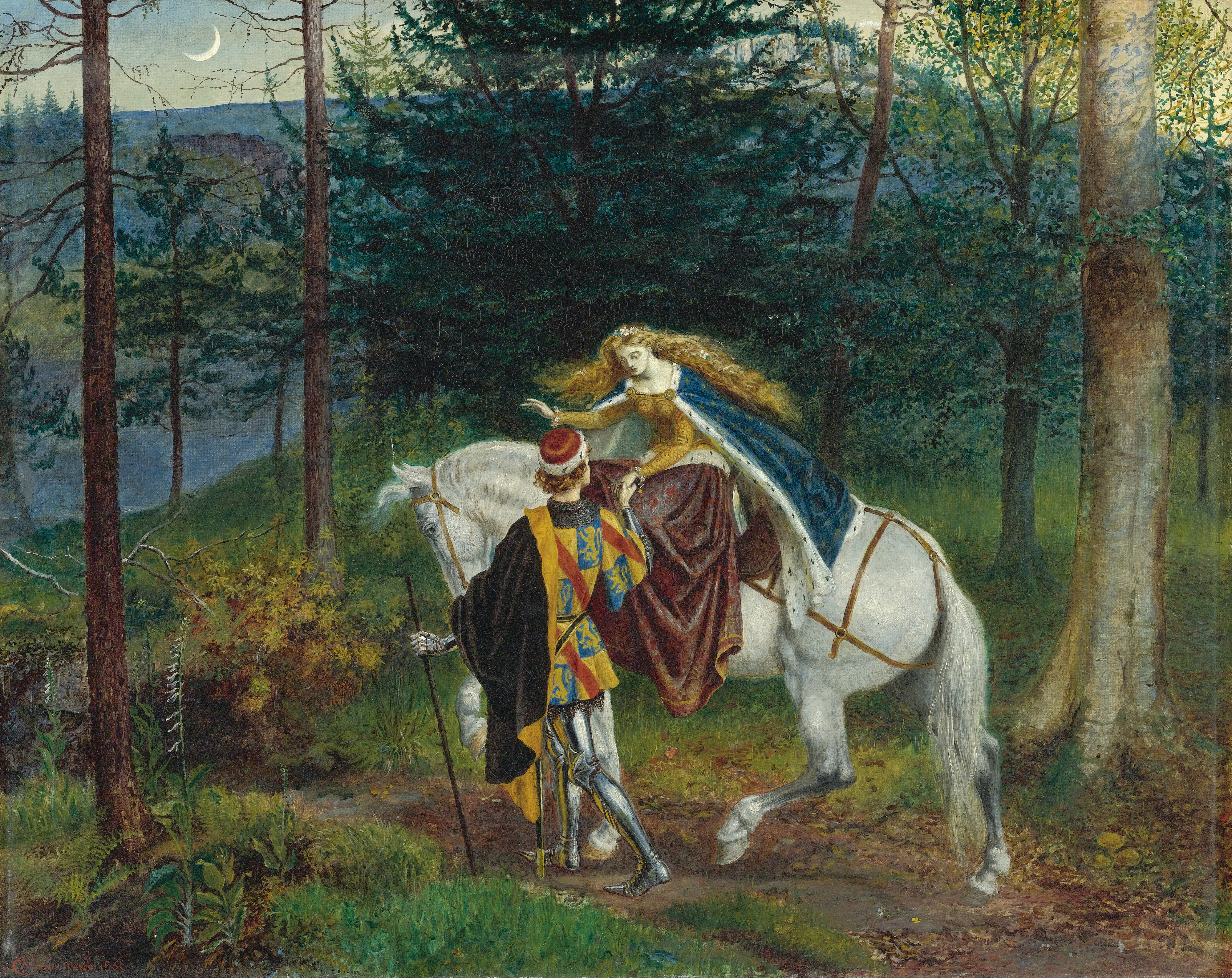
Walter Crane (1855)
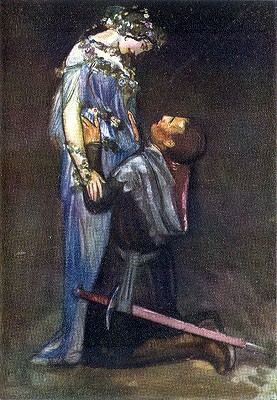
Robert Anning Bell (1893)
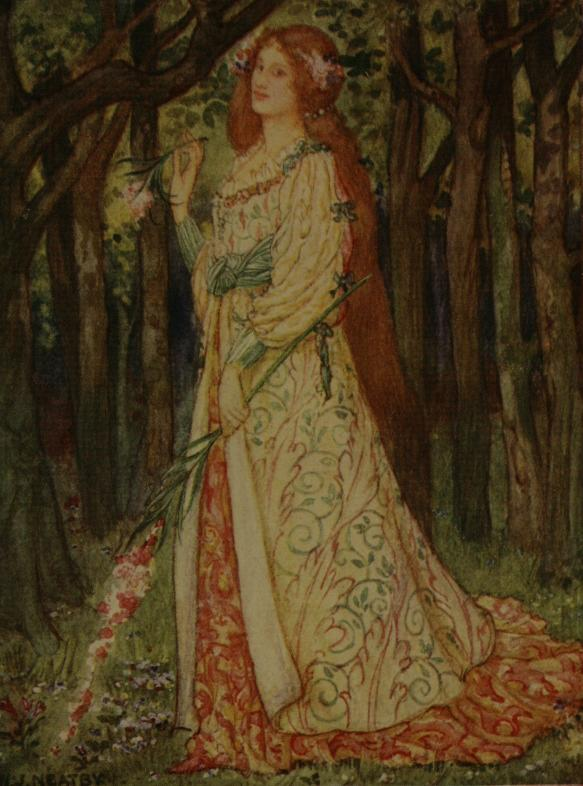
William James Neatby (1899)
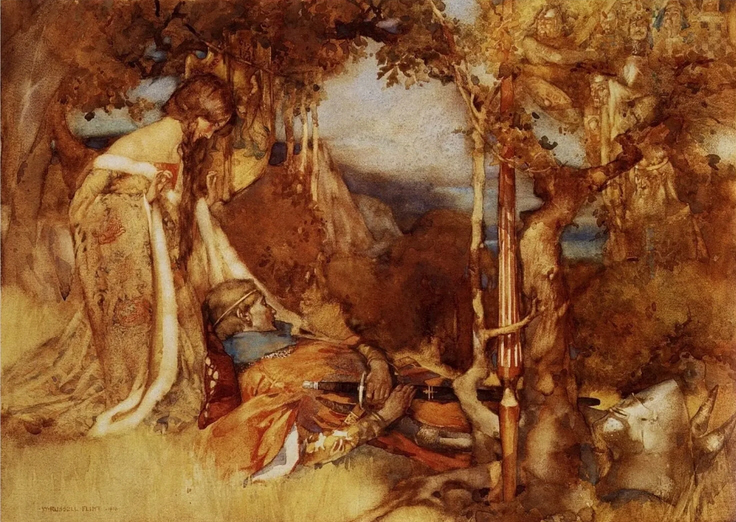
William Russell Flint (1908)

### Hudba
- Roku 1877 složil podle balady píseň irský hudební skladatel a dirigent Charles Villiers Stanford.[22] Jeho partituru roku 1935 přepracoval pro tenor, sbor a orchestr anglický skladatel Patrick Hadley,[23]
- Podle ruského překladu básně složil ukrajinský skladatel Valentyn Sylvestrov píseň pro baryton a klavír, kterou zařadil do svého písňového cyklu Tiché písně (1977, Тихі Пісні).[24]
- V německém překladu se balada objevuje na hudebním albu Buch der Balladen od hudební skupiny Faun z roku 2009.[25]
- Podle balady složila píseň také kanadská skladatelka Loreena McKennitt a zařadila jí do svého alba Lost Souls (2018).[26]

### Film

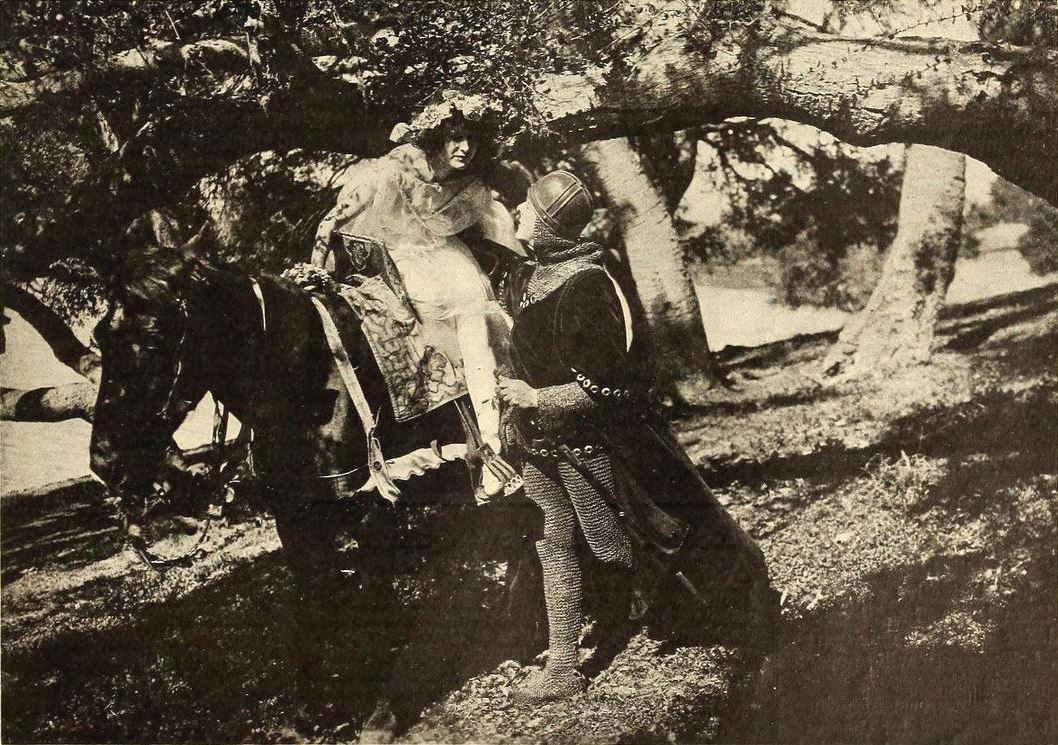
The Poet of the Peaks (1915)

- The Poet of the Peaks (1915), americký krátký němý film natočený podle balady, režie B. Reeves Eason.[27]
- La Belle Dame sans Merci (1921), francouzský němý film zabývající se archetypem femme fatale, režie Germaine Dulac.[28]
- La Belle Dame Sans Merci by John Keats (1997), americký krátký film, režie Jonathan Glendening.[29]
- La Belle Dame sans Merci (2005), americký krátký film, režie Hidetoshi Oneda.[30]
- The Merciless Beauty (2016), anglický krátký film podle balady, režie Michael Groom.[31]

## České překlady s ukázkami
- Jaroslav Vrchlický in Moderní básníci angličtí. Praha: Josef. R. Vilímek 1898.[32]
- Josef Václav Sládek pod názvem Lesní panna in Spisy básnické II. Praha: Jan Otto 1907[33]
- František Bíbl in KEATS, John: Básně. Praha: František Borový 1926.[34]
- Jarmila Urbánková in Duhové mosty, výbor ze světové poezie 19. století. Praha: Albatros 1973.[35]
- Jarmila Urbánková. Tři stálice: William Wordsworth, John Keats, P.B. Shelley. Praha: Československý spisovatel 1974.[36]
- Hana Žantovská in Keats. John. Obrys krásy.  Praha: Mladá fronta 1977,[37]
- Jarmila Urbánková in Duhové mosty, výbor ze světové poezie 19. století. Praha: Albatros 1980. 2. vydání.[38]
- Hana Žantovská: in KEATS, John. Déšť z plané růže. Praha: Mladá fronta 1994.[39]
- Hana Žantovská: in KEATS, John. Déšť z plané růže. Praha: Vyšehrad 2018. 2. vydání.[40]
- Václav Z. J. Pinkava pod názvem Nelidská krasavice in Překlady anglické poezie.[41]

| Jaroslav Vrchlický (1898) Co je ti, bledý rytíři, tak zmaten, váháš, v tváři žel, již svadlo sítí u jezer, pták oněměl. Co je ti, bledý rytíři, tak zhublý jsi a zdrán, veverky sýpka plna jest, však pustý lán. Na čele tvém zřím liliji jest vlhká děsem, zimnicí však svadne bledá růže též tvé na líci. Já potkal ženu na nivě, tak luznou jako dítě vil, zrak divý, nožka křídlo jen, vlas dlouhý byl. Já květy ozdobil jí skráň i páže, tělo, — božský sen! — jak v lásce na mne pohledla a vzdychla jen. Já zved ji svého na oře, jen viděl ji, až západ byl, u cesty stanouc, zpívala tu píseň vil. Hledala pro mne kořínky a med a sladkou mannu tam a divně zněl ten její vzdech, ó jak tě ráda mám! Mne zatáhla pak v elfů sluj a plakala a vzdychla pak až divými jsem polibky jí zavřel zrak. Pak mne skolébala v sen a já jsem snil — ó jaký sen! — ten poslední, jemuž jsem vpad na svahu hory v plen. Já bledé krále, panice zřel a bledých bojovníků řad, ti křičeli „damou sans mercy“ jsi pro vždy jat! Já v šeru viděl jejich rty se otevřely v děsný sten já zbudil se na svahu tom sám opuštěn. A proto bledý bloudím zde a váhám, v tváři žel, kde svadlo sítí u jezer, pták nezapěl. | Josef Václav Sládek (1907) Co's truchliv tak, můj rytíři, a bloudíš sám a bledý tak? Sžzloutlo sítí v jezeru a zmlknul pták. Co's truchliv tak, můj rytíři, tak uchřadlý a ztracen v bol? Veverka v doupě, člověk žeň snes' do stodol. Na čele tvém zřím liliji, již zrosill stesk, a hořký vzdech, na líci růži vadnoucí, jak by ji sžeh'. Já potkal ženu doubravou, jak vílí děcko, - krásnou tak; vlas měla dlouhý, krok co laň a divý měla zrak. ]á dal jí vínek do vlasů, kol ramen též, a vonný pás – hled její nyl, jak sladký kvil zněl její hlas. Já posadil ji na svůj kůň, on celý den jak v snách mne nes, jak zpívajíc zpěv čarovný jej svedla v les Tam našla pro mne lesní med a osládič a vonný keř, a děla řečí podivnou: »]á miluji tě, věř V svou rusalčí mne vedla sluj, tam začla plakat, hořce lkát, - tam zlíbal jsem ten divý zrak jí čtyřikrát. A tam mne uhýčkala v sen a já jsem snil. - Ó běda snům, jež naposled mne viděl snít ten mrazný chlum! ]á viděl krále, rytíře, a bledost smrti v líci všech, a vzkřikli: »Lesní panna má tě v okovech!« ]á viděl šerem výstražný se výkřik drát k jich lačným rtům, já vzbudil se a viděl jen ten mrazný chlum. A proto tady přebývám tak bludný, sám a bledý tak;- ač sítí žluto v jezeru a zmlkl pták. | František Bíbl (1926) Co je ti, muži ubohý, že sám a bled bloudíš tu tak? Už uschlo sítí v jezeru a zmlkl pták. Co je ti, muži ubohý, žes vyhublý a hořem sklán? Je plna sýpka veverčí a sklizen lán. Horečkou zrosen, mukou zvlh´ květ lilie ti na skráních a mroucí růže uvadla i s lící tvých. Já potkal paní na nivách, ó překrásnou – jak dítě víl, vlas měla dlouhý, lehký krok, zrak divý byl. Já věnec ve vlas uvil jí a náramky a vonný pás; zrak její jakby láskou nyl, sladce kvílel hlas. Já vzal ji na svůj klidný kůň, ten den nic víc pak nespatřil, vždyť pěla, na bok schýlena, mně píseň víl. Med našla v lese, manu ros a kořínky mně našla tam, svou divnou řečí jistě díc: „Jak tě ráda mám!“ V svou rusalčí mne vedla sluj a tam jen zírá, vzdychá jen, tam zamk´ jsem divý, smutný zrak, - jej zlíbal v sen. A tam jsme zdřímli na mechu a tam, ó běda! – snil jsem, ach, sen poslední, jejž dal mi snít chlumu chladný svah. Já krále, prince, reky zřel, líc na smrt zesinala všem, křičeli: „Krásky Bezcitné jsi otrokem!“ Já zřel rty tenké dokořán zet hrůzným varováním v tmách, já vzbudil se a viděl jen chlumu chladný svah. A proto tady prodlévám a sám a bled tu bloudím tak, nechť uschlo sítí v jezeru a zmlkl pták. | Hana Žantovská (1977) Ach, co ti chybi rytíři, že tudy bloudíš, bledý tak? Na jezeře schne ostřice a mlčí pták. Ach, co ti chybí rytíři, tak pohublý, tak zlomený? Veverka plnou sýpku má, klasy jsou svezeny. Tvé čelo - bílou lilii horečná rosa napadá, blednoucí růže na tvářích ti kvapem uvadá. Potkal jsem paní na lukách, z pohádek paní, krásy dar, vlas měla dlouhý, lehký krok, a v očích žár. Já pro ni vínek, náramky vil z květů, vůní opojen. Hleděla na mne s láskou snad, slyšel jsem sladký sten. Na oře jsem jí posadil, sál zrakem pohádkový zjev, jak na bok oře skloněna zpívá svůj vílí zpěv. Našla mi sladké kořínky i rosu z many, lesní med, neznámou řečí šeptala: jsem tvoje teď. A plakala a vzdychala ve vílí sluji hluboké. Tam jsem jí zlíbal čtyřikrát na oči divoké. Tam uspával mě její hlas a tam jsem snil - ó strašný sen! Poslední sen, jenž se mi zdál na svahu studeném. Viděl jsem krále, rytiře, jak na mne pobledlými rty křičí: La belle dame sans merci tě nepustí! Viděl jsem tváře bez krve, kruh úst, však výkřik chyběl v něm, když procitl jsem, byl jsem zde, na svahu studeném. A proto tady zůstávám, tak opuštěný, bledý tak, ač na jezeře ostřice uschla a mlčí pták. |